# První impeachment Donalda Trumpa
První impeachment Donalda Trumpa byl většinou hlasů poslanců Demokratické strany schválen ve Sněmovně reprezentantů dne 18. prosince 2019. Předmětem žaloby bylo obvinění ze zneužití moci a obstruování Kongresu. Do Senátu byla žaloba předložena v lednu 2020. Dne 5. února 2020 senátoři hlasovali proti obvinění Trumpa v obou bodech obžaloby. Impeachment byl tedy neúspěšný.
Po útoku na Kapitol z ledna 2021 proběhl druhý neúspěšný pokus o impeachment Trumpa.

## Pozadí

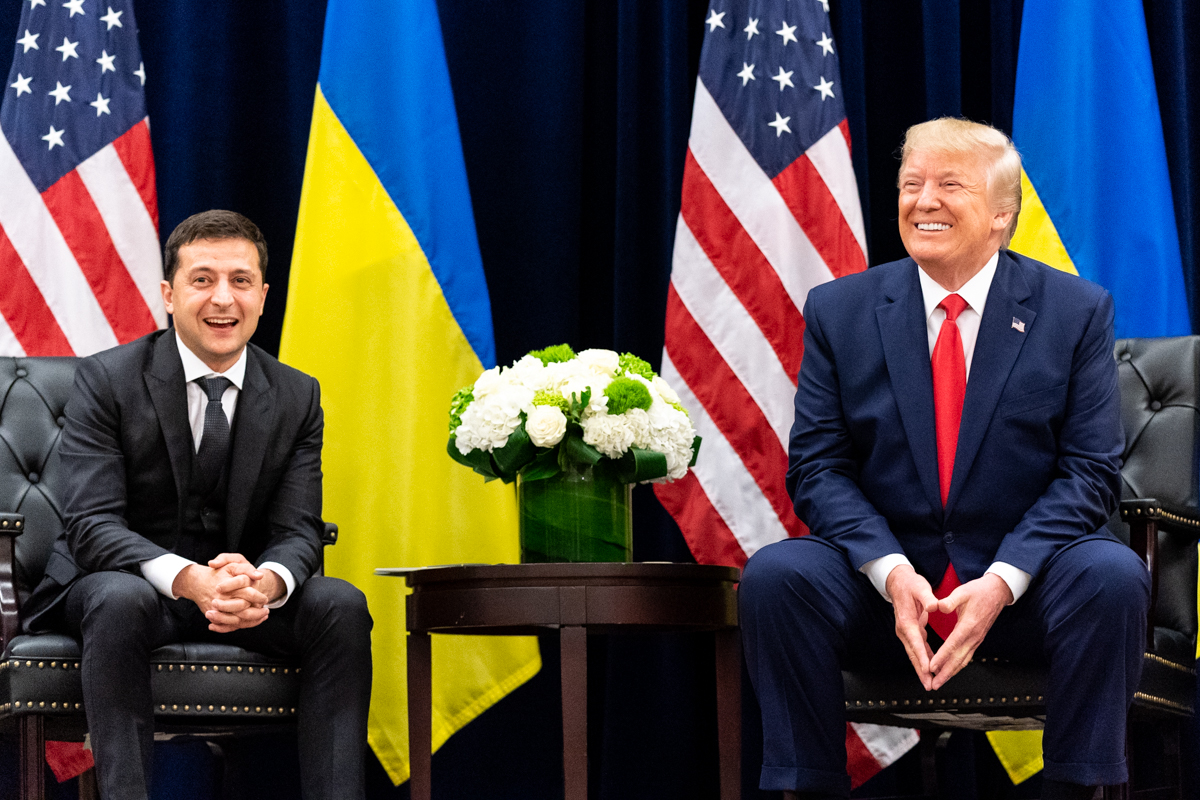
Trump a Zelenskyj v New Yorku, 25. září 2019

V září 2019 ohlásila předsedkyně Sněmovny reprezentantů Nancy Pelosiová z Demokratické strany, že sněmovna zahájí přípravu ústavní žaloby (impeachmentu) na prezidenta Trumpa na základě stížnosti anonymního státního zaměstnance (jehož identita však byla mezitím neoficiálně odhalena) na prezidentův telefonát s nově zvoleným ukrajinským prezidentem Volodymyrem Zelenským z července 2019, ve kterém Trump požádal Zelenského, aby prošetřil působení bývalého viceprezidenta USA Joe Bidena a jeho syna Huntera Bidena na Ukrajině. Joe Biden se ucházel o kandidaturu za Demokratickou stranu v prezidentských volbách 2020. Prezidentův telefonát se Zelenským a krátkodobé zastavení vojenské pomoci Ukrajině byly odpůrci Trumpa vnímány jako pokus o ovlivnění prezidentských voleb, ve kterých prezident usiluje o znovuzvolení. Ukrajinský prezident Zelenskyj popřel, že by na něj Trump vyvíjel nátlak.
Hunter Biden krátce po Euromajdanu v roce 2014 vstoupil do představenstva ukrajinské energetické firmy Burisma Holdings a bylo mu firmou vypláceno až 50 000 dolarů měsíčně (podle jiných zpráv až 80 000 dolarů měsíčně). Společnost Burisma byla na Ukrajině vyšetřována pro podezření z korupce a ukrajinský generální prokurátor, který Burismu vyšetřoval, byl po nátlaku tehdejšího viceprezidenta Bidena na vládu prezidenta Porošenka odvolán ze své funkce. Vyšetřování bylo poté zastaveno, ale Biden tvrdil, že jeho nátlak na odvolání prokurátora s vyšetřováním Burismy nijak nesouviselo.

## Proces
Dne 18. prosince 2019 byla Sněmovnou reprezentantů schválena obžaloba prezidenta Trumpa v procesu impeachmentu v bodech zneužití úřadu a obstrukcí vůči Kongresu Spojených států, čímž se Trump stal třetím prezidentem, u nějž sněmovní poslanci schválili impeachment. Rozhodující však bylo hlasování v Senátu Spojených států, který díky republikánské většině v obou bodech obžaloby hlasoval proti odvolání prezidenta z jeho funkce.
Po projednávání v příslušných dvou výborech odhlasovalo 18. prosince 2019 plénum Sněmovny reprezentantů většinou hlasů poslanců Demokratické strany podání ústavní žaloby na prezidenta Trumpa ve dvou bodech. První bod je údajné zneužití úřadu tím, že „vykonával nátlak na Ukrajinu“, aby získal informace o svém možném soupeři v nastávajících prezidentských volbách Joe Bidenovi. Druhý bod je údajná obstrukce vůči Kongresu USA. První bod byl přijat většinou 230 : 197 hlasů, druhý pak 229 : 198 hlasů. Po postoupení impeachmentu Senátu ze strany Sněmovny reprezentantů se Trump stane třetím obžalovaným prezidentem v dějinách USA.
Po průtazích způsobených taktizováním ze strany demokratů prohlásila předsedkyně Sněmovny reprezentantů Nancy Pelosiová teprve 10. ledna 2020, že „v následujícím týdnu“ předá žalobu Senátu USA k projednání. V Senátu bylo projednávání žaloby zahájeno 16. ledna a 21. ledna 2020 byla po bouřlivé debatě schválena procedurální pravidla. Ta jsou zakotvena v rezoluci, kterou navrhl vůdce republikánské většiny Mitch McConnell. Tuto rezoluci schválilo 53 senátorů, příslušníků Republikánské strany, proti ní hlasovalo 47 senátorů. Stejným poměrem hlasů bylo zamítnuto jedenáct pozměňovacích návrhů, které přednesl vůdce demokratů Charles Schumer.
K odvolání prezidenta z úřadu v rámci impeachmentu je vyžadována podpora dvoutřetinové většiny přítomných senátorů (za daných okolností 67 hlasů), kterou Trumpovi odpůrci velmi pravděpodobně nezískají. Komentátoři německých novin Frankfurter Allgemeine Zeitung zhodnotili snahu Demokratické strany o impeachment jako vážnou politickou chybu, která by v důsledku mohla zvýšit Trumpovy šance na znovuzvolení v listopadu 2020.
Tzv. manažeři impeachmentu a demokratičtí senátoři požadovali při samotném procesu v Senátu povolání nových svědků, doposud neslyšených ve Sněmovně reprezentantů. Jednalo se především o Johna Boltona, bývalého prezidentova poradce pro národní bezpečnost. Ten po svém propuštění napsal knihu, ve které údajně přitěžuje Trumpovi ohledně tzv. ukrajinské aféry, spojené se jmény Joe Biden a Hunter Biden. Plánované uveřejnění této knihy narazilo na odpor Bílého domu; prezident je chce zakázat s poukazem na svá exekutivní privilegia a ohrožení národní bezpečnosti kvůli „přísně tajným informacím“ v knize obsaženým.
 K prosazení svého požadavku na povolání nových svědků by demokraté potřebovali 51 hlasů senátorů, tedy čtyři hlasy republikánských senátorů.
Dne 30. ledna 2020 však prohlásil republikánský senátor Lamar Alexander ze státu Tennessee, v jehož podporu Demokratická strana doufala, že nebude hlasovat pro povolání nových svědků. Také jeho kolegyně Lisa Murkowski ze státu Aljaška odmítla podpořit demokraty. Pouze republikánská senátorka Susan Collinsová ze státu Maine před hlasováním oznámila, že se vysloví pro předvolání nových svědků. Při samotném rozhodujícím hlasování v noci na 1. února 2020 se k ní přidal Mitt Romney z Utahu. Tyto dva hlasy nestačily pro prosazení požadavku Demokratické strany, která při hlasování utrpěla těžkou porážku poměrem hlasů 51 : 49. Tím byla odstraněna poslední překážka pro brzké konečné hlasování v Senátu (podle schváleného časového harmonogramu dne 5. února 2020), při kterém bude s největší pravděpodobností Trumpovo odvolání z úřadu prezidenta USA Senátem zamítnuto.